# Renodes apicosa
Renodes apicosa är en fjärilsart som beskrevs av Achille Guenée 1852 och som ingår i släktet Renodes. Inga underarter finns listade.